# Phlegmariurus buesii
Phlegmariurus buesii är en lummerväxtart som först beskrevs av Wilhelm Guillermo Gustav o Franz Francis Herter, och fick sitt nu gällande namn av B. Øllg. Phlegmariurus buesii ingår i släktet Phlegmariurus och familjen lummerväxter. Inga underarter finns listade i Catalogue of Life.